# Coupe du Danemark de football 2013-2014
Navigation
Édition précédente Édition suivante
La coupe du Danemark de football 2013-2014 est la 60e édition de la coupe du Danemark de football, organisée par la Fédération danoise de football. Elle prend place du 28 juillet 2013 au 15 mai 2014. Elle voit l'Aalborg BK remporter la compétition pour la troisième fois de son histoire.

## Format
52 équipes de la série danoise ou inférieure, les 32 clubs de la 2e division 2012/13, 9 équipes de la 1re division 2012/13 ainsi que les onzième et douzième équipes de la Superliga 2012/13 participent à cette compétition.

### Demi-finales aller
| 26 mars 2014 | FC Copenhague (D1)       | 1 - 0   | FC Nordsjælland (D1) | Parken Stadium, Copenhague                  |                                             |
| 19h00        | 27e (csc) Stryger Larsen | (1 - 0) |                      | Spectateurs : 8 813 Arbitrage : Kenn Hansen | Spectateurs : 8 813 Arbitrage : Kenn Hansen |
| 19h00        | 86e Gíslason             |         | 33e Christiansen     | Spectateurs : 8 813 Arbitrage : Kenn Hansen | Spectateurs : 8 813 Arbitrage : Kenn Hansen |

| 27 mars 2014 | AC Horsens (D2) | 1 - 3   | Aalborg BK (D1)                    | CASA Arena Horsens, Horsens                                   |                                                               |
| 20h00        | 46e Bjerregaard | (0 - 1) | 2e Due · 65e Spalvis · 78e Spalvis | Spectateurs : 2 323 Arbitrage : Mads-Kristoffer Kristoffersen | Spectateurs : 2 323 Arbitrage : Mads-Kristoffer Kristoffersen |
| 20h00        | 70e Drachmann   |         | 13e Pedersen                       | Spectateurs : 2 323 Arbitrage : Mads-Kristoffer Kristoffersen | Spectateurs : 2 323 Arbitrage : Mads-Kristoffer Kristoffersen |

### Demi-finales retour
| 9 avril 2014 | Aalborg BK (D1)          | 2 - 1           | AC Horsens (D2) | Aalborg Stadion, Aalborg                         |                                                  |
| 17h45        | 28e Kusk · 45+1e Spalvis | (2 - 0)         | 81e Bjerregaard | Spectateurs : 5 283 Arbitrage : Michael Tykgaard | Spectateurs : 5 283 Arbitrage : Michael Tykgaard |
| 17h45        |                          | 90e Svenningsen |                 | Spectateurs : 5 283 Arbitrage : Michael Tykgaard | Spectateurs : 5 283 Arbitrage : Michael Tykgaard |

| 10 avril 2014 | FC Nordsjælland (D1) | 1 - 1   | FC Copenhague (D1) | Farum Park, Farum                                |                                                  |
| 18h30         | 5e Tičinović         | (1 - 0) | 59e Vetokele       | Spectateurs : 3 112 Arbitrage : Michael Johansen | Spectateurs : 3 112 Arbitrage : Michael Johansen |
| 18h30         | 31e Vingaard         |         | 27e Vetokele       | Spectateurs : 3 112 Arbitrage : Michael Johansen | Spectateurs : 3 112 Arbitrage : Michael Johansen |

#### Finale
| Finale            | Aalborg BK (D1)                                               | 4 - 2   | FC Copenhague (D1)           | Parken Stadium, Copenhague                    |                                               |
| 15 mai 2014 20h00 | 41e Thelander · 44e Thelander · 72e Ahlmann · 74e Frederiksen | (2 - 1) | 18e Cornelius · 89e Gíslason | Spectateurs : 27 380 Arbitrage : Jakob Kehlet | Spectateurs : 27 380 Arbitrage : Jakob Kehlet |
| 15 mai 2014 20h00 | 7e Ahlmann · 14e Würtz                                        |         | 7e Stadsgaard · 29e Braaten  | Spectateurs : 27 380 Arbitrage : Jakob Kehlet | Spectateurs : 27 380 Arbitrage : Jakob Kehlet |